# 中華基督教會桂華山中學

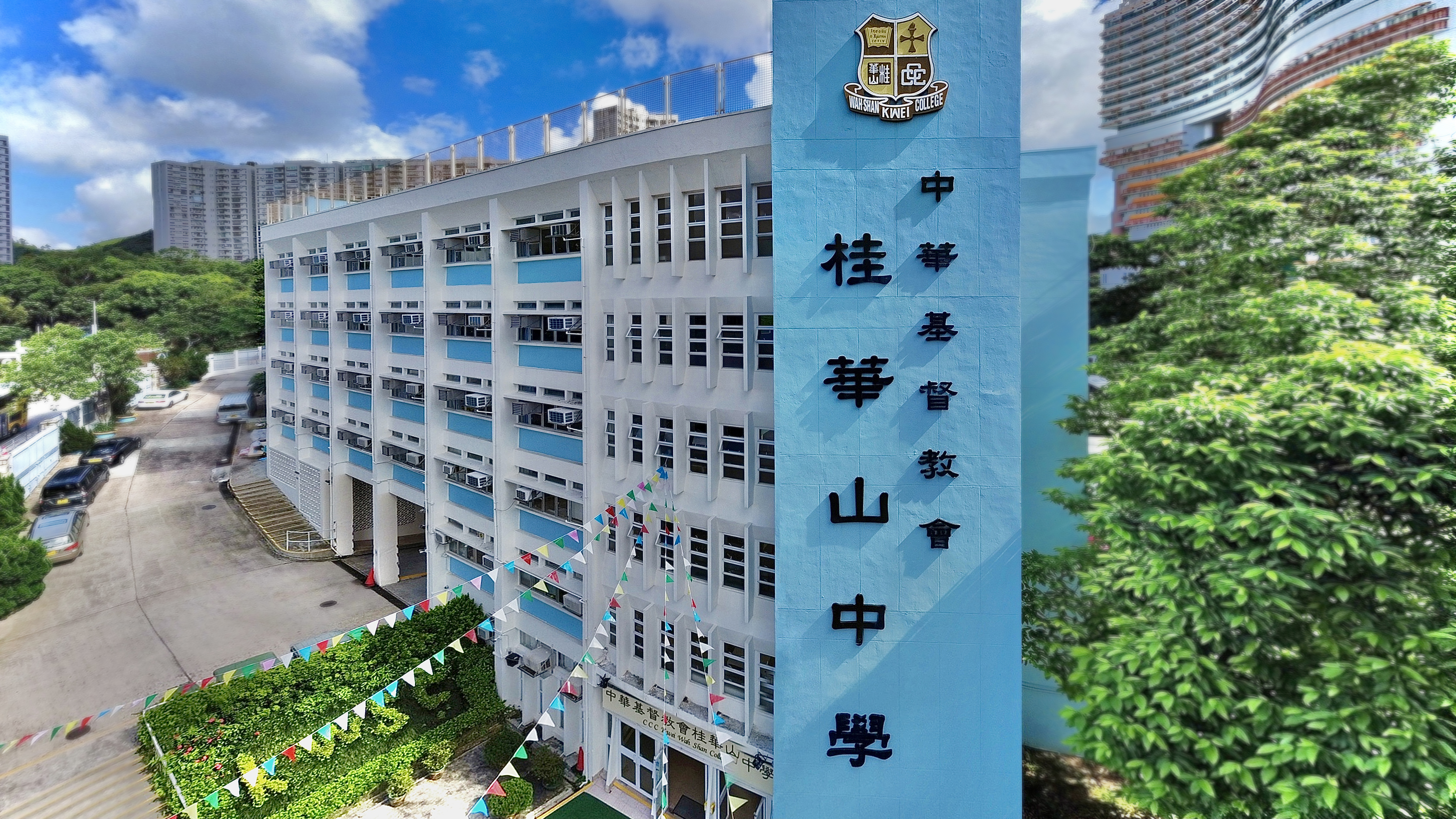
中華基督教會桂華山中學校舍北面

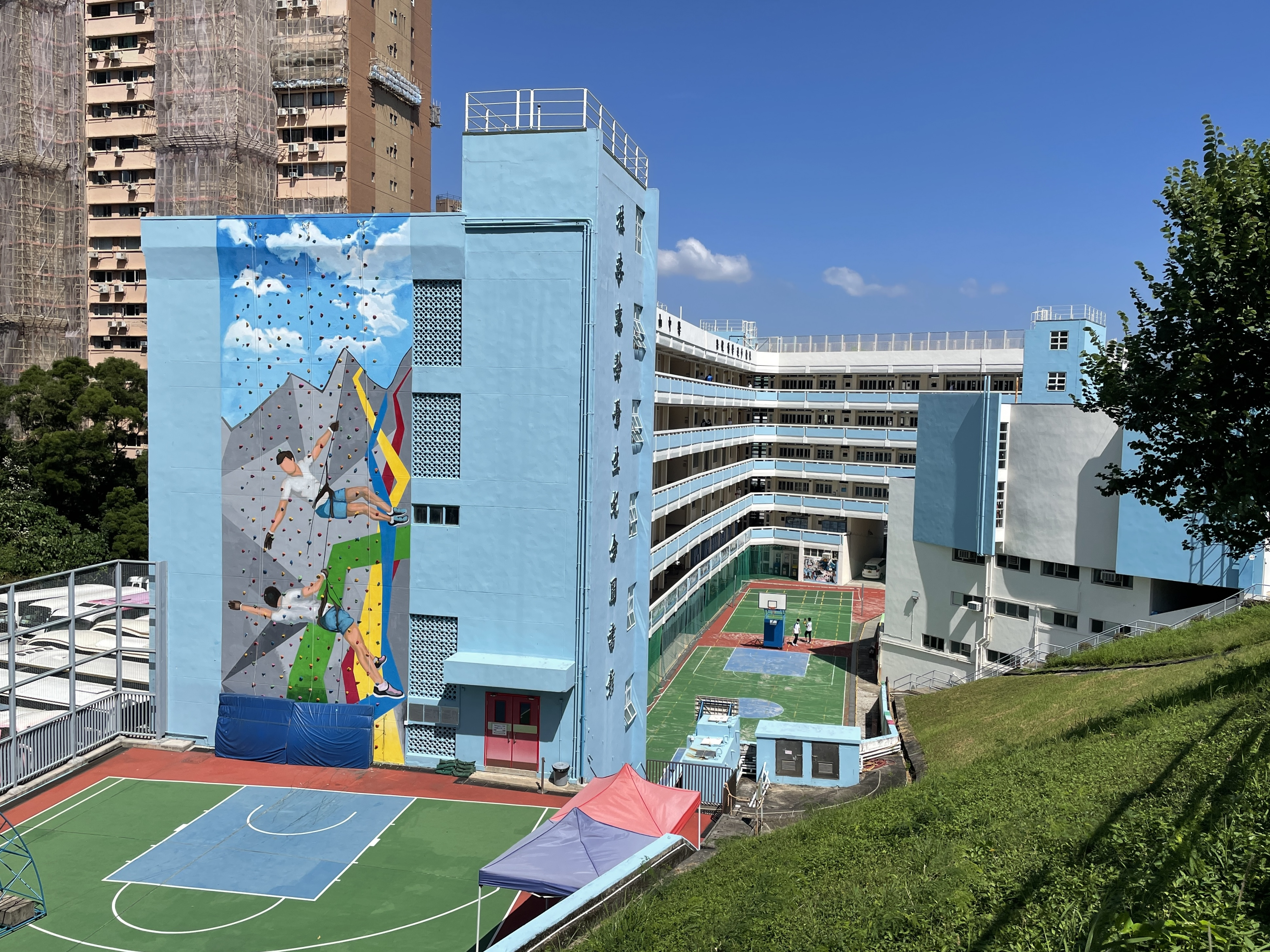
中華基督教會桂華山中學校舍南面

中華基督教會桂華山中學（英語：The Church of Christ in China Kwei Wah Shan College）於1977年落成，由中華基督教會香港區會創建。

## 桂華山本人
此校乃紀念僑商桂華山先生。桂華山，福建晉江人，1899年農曆七月十三日生，福建商業專科畢業，曾任香港工商銀行等多家公司董事長，發跡於菲律賓馬尼拉，曾為岷尼拉國貨商會主席、岷尼拉總商會常董。到港後為東華三院總理、鐘聲慈善社永遠名譽會長。

## 校政管理

### 歷任校監
- 1977年至1984年：汪彼得 牧師[2]
- 1984年至1985年：李清詞 牧師[2]
- 1985年至1995年：郭乃弘 牧師[3]
- 1995年至1996年：吳榮恩 牧師[2]
- 1996年至2003年：余英嶽 牧師[4]
- 2003年至2009年：蘇義有 先生[5]
- 2009年至2015年：梁天明 先生[6]
- 2015年至2021年：陳紹才 先生[2]
- 2021年至今：歐陽家強 先生[2]

### 歷任校長
- 1977年至1993年：黃耀穌 先生[7]
- 1993年至2000年：周耀堅 牧師[8]
- 2000年至2005年：曾有成 先生[9]
- 2005年至2010年：葉天佑 先生[10]
- 2010年至2015年：陳綺雯 博士[11]
- 2015年至2019年：鄭禮林 博士[12]
- 2019年至今：黃仲良 先生

### 歷任副校長
- 袁潔明 女士[13]
- 董日松 先生[14]
- 勞敏儀 女士[15]
- 莫嘉雯 女士

## 學校歷史
中華基督教會香港區會於1977年創立中華基督教會桂華山中學。該校本來是一所買位中學；其後在1978年獲政府邀請加入成為其中一所津貼資助中學。於1979年開始接受資助。
此校開辦初期為一所英文文法中學。然而，自1980年代尾起，此校學生學業及品行急速下滑，而有經驗教師亦因而紛紛辭職。其後，因此校不符合以英語授課條件，於1997年尾被政府勒令下學年起改用中文授課。
由於現時校舍空間不足，中華基督教會香港區會曾於2000年與政府商討重置此校，並申請位於將軍澳健明邨、現為真道書院的一組中、小學校舍作重置及增設「一條龍」小學部，但最後不果。
經歷逾40年發展，該校現時校舍樓高六層。校園內設有二十四間標準課室、四間科學實驗室、一間設計與科技室、一間視覺藝術室、兩間電腦室、多媒體學習中心、圖書館、輔導室、訓育室、社工室、團契室、會議室、醫療室、舞蹈室、多用途室、籃球場、有蓋操場以及學校禮堂。

### 班級結構
由2007年度起，大部分班級將傳統A、B、C轉為K、W、S劃分。K、W、S為桂華山中學的英文名稱（Kwei Wah Shan）各字的首個字母。在2023-24年度，該校的中一級至中六級各設三班（K、W、S班）。各級設有兩班英文班（K、S班）及一班華語班或國際班。

## 校服
桂華山中學的男生在冬季和夏季均須繫上領呔，為香港少數要求學生在夏季必須打呔的中學。

## 事件
- 1994年9月26日，此校12名學生於午膳期間，在賽西湖公園毆打10名同區聖貞德中學學生，導致對方七人受傷[20]。三日後，肇事學生均被警方拘捕[21]。

## 外部連結
- 桂華山中學網站（页面存档备份，存于）
- 桂華山中學攝影學會相片集（页面存档备份，存于）